# دايفيد إيوارت
دايفيد إيوارت هو مهندس معماري كندي، ولد في 18 فبراير 1841 في Penicuik ‏ في المملكة المتحدة، وتوفي في 6 يونيو 1921 في أوتاوا في كندا.